# Pátroha, Szabolcs-Szatmár-Bereg
Pátroha  este un sat în districtul Kisvárda, județul Szabolcs-Szatmár-Bereg, Ungaria, având o populație de 3.060 de locuitori (2011). 

## Demografie
Componența etnică a satului Pátroha
     Maghiari (91,24%)
     Romi (8,35%)
     Necunoscut (0,17%)
     Germani (0,24%)
     Alții (0,17%)
Componența confesională a satului Pátroha
     Reformați (59,48%)
     Romano-catolici (17,29%)
     Greco-catolici (5,33%)
     Fără religie (1,96%)
     Necunoscută (15,75%)
     Luterani (0,2%)
     Alte religii (1,14%)
Conform recensământului din 2011, satul Pátroha avea 3.060 de locuitori. Din punct de vedere etnic, majoritatea locuitorilor (91,24%) erau maghiari, cu o minoritate de romi (8,35%). Apartenența etnică nu este cunoscută în cazul a 0,17% din locuitori.  Din punct de vedere confesional, majoritatea locuitorilor (59,48%) erau reformați, existând și minorități de romano-catolici (17,29%), greco-catolici (5,33%) și persoane fără religie (1,96%). Pentru 15,75% din locuitori nu este cunoscută apartenența confesională.